# Gerrotoraks

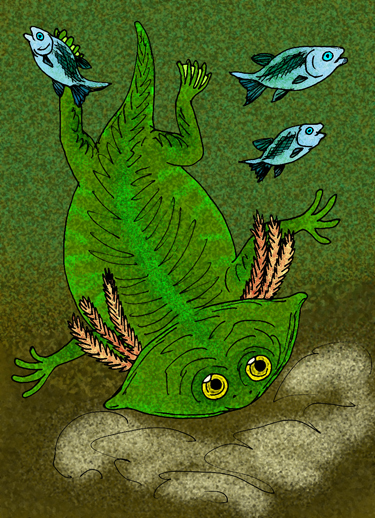
Gerrotoraks polujący na ryby

Gerrotoraks (Gerrothorax) – rodzaj płaza z rzędu temnospondyli, żyjącego pod koniec triasu. Jego skamieniałości odkryto na terenie obecnej Szwecji, Niemiec i Grenlandii. Nazwa Gerrothorax oznacza „wiklinowy tułów”.
Gerrotoraks należał do rodziny Plagiosauridae, do której zaliczany jest również plagiozaur.
Było to metrowej długości zwierzę przystosowane do życia w wodzie, o ciele spłaszczonym i kijankopodobnym wyglądzie. Przypominało nieco permskiego płaza z rodzaju Diplocaulus. Miało dużą, nietypowo ukształtowaną głowę, z wyrostkami po bokach i blisko siebie osadzonymi oczami. Kończyny tylne zaopatrzone były w płetwy.
Najbardziej uderzającą cechą gerrotoraksa było posiadanie przez całe życie trzech par zewnętrznych skrzeli (stąd jego nazwa). Było to więc zwierzę pedomorficzne, u którego w wyniku ewolucji (być może w związku z obraniem typowo wodnego habitatu) dojrzałe osobniki zachowywały wygląd osobników larwalnych. Często orzeczenie w paleontologii, czy ma się do czynienia ze skamieniałością zwierzęcia pedomorficznego, czy po prostu larwą większego płaza nastręczało wielu trudności (jak również w przypadku m.in. branchiozaura).
Gerrotoraks żył w strumieniach i jeziorach. Polował prawdopodobnie na ryby, bezkręgowce oraz mniejsze płazy i gady. Możliwe, że dzięki kształtowi ciała mógł on zagrzebywać się w piasku lub mule dna zbiornika wodnego i czatować na łup, wypatrując go umieszczonymi na górnej stronie głowy oczami. Sam stanowił zapewne łup fitozaurów i cyklotozaurów.

## Gatunki
- G. pulcherrimus
- G. rhaeticus